# Lamyctes insulanus
Lamyctes insulanus är en mångfotingart som beskrevs av Karl Wilhelm Verhoeff 1941. Lamyctes insulanus ingår i släktet Lamyctes och familjen fåögonkrypare.
Artens utbredningsområde är Ekvatorialguinea. Inga underarter finns listade i Catalogue of Life.